# Krásnoye Znamia (Krasnodar)
Krásnoye Znamia (del ruso: Красное Знамя), es un jútor del raión de Kurgáninsk del krai de Krasnodar, en Rusia. Está situado en la orilla izquierda del río Chamlyk, afluente del río Labá, que lo es del Kubán, en las llanuras de Kubán-Priazov, 13 km al norte de Kurgáninsk y 118 km al este de Krasnodar. Tenía 232 habitantes en 2010
Pertenece al municipio Mijáilovskoye.